# Dudichoplophora reticulata
Dudichoplophora reticulata är en kvalsterart som beskrevs av Sandór Mahunka 1982. Dudichoplophora reticulata ingår i släktet Dudichoplophora och familjen Mesoplophoridae. Inga underarter finns listade i Catalogue of Life.